# Спицын, Александр Сергеевич (футболист)
Александр Сергеевич Спицын (22 августа 1963, Запорожье, Украинская ССР, СССР) — советский и украинский футболист, защитник, полузащитник и тренер. Мастер спорта СССР (1989).

## Игровая карьера
Воспитанник ДЮСШОР «Металлург» (Запорожье). Первый тренер — Б. Зозуля. Выступал в командах: «Металлург» (Запорожье), «Черноморец» (Одесса), ЦСКА (Москва), «СКА Карпаты», «Фельтен», «Булиден», «Николаев», «Елимай», «СК Одесса», «Черноморец-2». Обладатель Кубка Украины 1992 года (в финальном матче выходил на замену). Участник матчей розыгрышей Кубка УЕФА 1985/86 и 1990/91.
В 90-х годах играл в любительских коллективах: «Ришелье» (Одесса), «Благо» (Благоево), «Днестр» (Овидиополь), «Первомаец» Первомайск и др.
В сезоне 1999/00 гг. вернулся в «Черноморец», был избран капитаном команды.

## Карьера в сборной
Играл за молодёжную сборную СССР. В составе сборной команды УССР выступал на Спартакиаде народов СССР 1983.

## Тренерская карьера
С 2000 года на тренерской работе. До сентября 2003 года работал в тренерском штабе «Черноморца-2». В 2004 году — играющий главный тренер одесского «Ивана», позже — черкасского « Днепра». Имеет лицензию тренера по футболу категории «А».
Три сезона (2005—2008 гг.) работал тренером МФК «Николаев».
В 2009 году вернулся в «Черноморец», где в местной СДЮШОР в тандеме с Василием Ищаком приступил к работе с командой ребят 1995 года рождения. Под их руководством 17-летние «моряки» стали бронзовыми призёрами первенства ДЮФЛ 2012 года. В следующем сезоне костяк этой команды составил основу «Черноморца (юн. до 19 лет)» в первом в истории турнире среди юношеских команд (до. 19) клубов премьер-лиги. В июне 2012 года тренерами новой команды также стали Ищак и Спицын.
С декабря 2012 года Спицын — тренер молодёжного состава «Черноморца». В августе 2017 года одесская команда прекратила сотрудничество со Спицыным.

## Титулы и достижения
- Обладатель Кубкa Федерации футбола СССР: 1990 год.
- Обладатель Кубка Украины: 1992 год.